# Guteneck
Guteneck é um município da Alemanha, situado no distrito de Schwandorf, no estado da Baviera. Tem 35,06 km² de área, e sua população em 2019 foi estimada em 819 habitantes.